# Saab 90 Scandia
Dimensions
Le Saab 90 Scandia est un avion bimoteur de transport civil, développé par Saab en 1944 et construit jusqu'en 1954 à 18 exemplaires dans l'usine de Linköping.
Destiné à remplacer le Douglas DC-3 de l'américain Douglas, il proposait toutefois une cellule quasiment similaire. De loin, seul le train tricycle le différenciait du DC-3 à roulette de queue, la forme de l'empennage vertical puis le profil d'aile confirmaient ensuite la distinction. Sa commercialisation souffrit de la concurrence émanant du surplus en Dakota, de plus le gouvernement suédois suggéra à Saab de concentrer plutôt ses efforts sur le projet d'avion de chasse J29 Tunnan, laissant le Scandia et son évolution future en cabine pressurisée à l'abandon. Les derniers appareils seront alors assemblés par le néerlandais Fokker et mis en location par Saab (notamment le PP-SQZ et le PP-SQU).
Il reste actuellement un seul et unique exemplaire de l'avion, le PP-SQR/90115, au musée Edouardo André Matarazzo de Bebedouro (São Paulo), au Brésil.

## Développement
Le cahier des charges demandait un avion bimoteur fiable et à faible coût d'entretien, capable de transporter jusqu'à trente passagers sur une distance d'au moins 1 000 km d'une manière sûre et économique.
Le prototype 90.001 SE-BCA, motorisé par deux Pratt & Whitney Twin Wasp R2000 de 1 080 kW chacun, prit son envol initial le 16 novembre 1946 sous les commandes du pilote Claes Smith. Après 154 heures d'essais, durant lesquelles il se présenta en Belgique, Hollande, Suisse et au Danemark en 1947, l'équipe d'ingénieurs établit une liste de modifications exécutées durant l'hiver 1947/48. Il s'agissait entre autres de surélever les moteurs, dont les hélices frôlaient le sol, et d'améliorer la gouverne de lacet trop lourde à manœuvrer dans certaines conditions. Le 7 février 1948 initia une seconde série de tests au terme de laquelle, après 700 heures de vol, l'avion reçut une motorisation plus puissante, des hélices quadripales et des compensateurs plus efficaces, pour les gouvernes de profondeur et les ailerons, destinés à atténuer l'effort au manche.
Le Scandia 90 se caractérisait par une voilure principale basse en trois parties imaginée par Bror Bjurströmer. Une partie centrale comprenant les berceaux qui réceptionnaient les deux moteurs et le train principal, puis de part et d'autre le reste de l'aile. Le fuselage accueillait deux configurations de sièges passager au choix ; une à quatre sièges par rang, avec couloir central, permettant un total de 32 passagers, ou une autre à trois sièges par rang avec plus d'espace mais seulement 24 passagers. Le passage d'une configuration à l'autre demandait seulement trente minutes. La version commerciale de l'appareil reçut deux moteurs Pratt&Whitney Twin Wasp R-2180 de 1 230 kW (1 650 ch) chacun, puis les dernières versions de la compagnie brésilienne reçurent des moteurs Pratt&Whitney R-2180-E1 de 1 342 kW (1 800 ch) l'unité.

## Vols promotionnels
- Tour d'Europe de 1948

Le prototype SE-BCA décolla de Linköping le 9 août 1948 pour une série de vols promotionnels à travers onze pays européens ; compagnies aériennes et passionnés lui réservèrent un accueil plein de curiosité. Il foula respectivement les pistes de Stockholm, Oslo, Dublin, Prestwick, Gatwick, Jersey, Copenhague, Bruxelles, Amsterdam, Genève, Zurich, Lisbonne, Porto, Madrid puis Paris, avant de saluer la Finlande pour finalement rejoindre Linköping le 11 novembre 1948. L'aéronef cumula ainsi 113 heures de vol sur une distance de 37 200 km.
- Vols intercontinentaux de 1949

Le 16 août 1949, le Scandia SE-BCA chargé de six réservoirs à carburant supplémentaires de 400 litres chacun prit son envol pour une série de croisières promotionnelles entre trois continents : l'Europe, l'Afrique et l'Amérique du nord. Rejoignant d'abord la capitale française, où il fut allégé de ses réservoirs pour exécuter une série de vols africains, il mit ensuite le cap vers l'Éthiopie le 23 août. Décollant d'Addis-Abeba, il goûta respectivement aux pistes d'Athènes, du Caire, d'Asmara, de Port-Soudan et de Louxor. Le circuit, souvent effectué sous une chaleur africaine proche des 50 °C, ne rencontra aucun problème technique sérieux et se termina par un atterrissage à Paris où l'aéronef retrouva ses six réservoirs supplémentaires.
Le 4 septembre, l'avion s'arracha de Paris à destination du Connecticut, à Hartford au siège de Pratt&Whitney. Ce voyage de trois jours se composa d'une escale à Prestwick (Écosse), en Islande et au Groenland. Posé à Hartford, l'appareil abandonna ses réservoirs, reçut un nouvel aménagement intérieur et entama un circuit à travers tous les États-Unis ; il se présenta entre autres à New York, Los Angeles, Houston, Miami, Chicago avant de retourner à la base de Pratt & Whitney le 14 octobre.
En dépit de ces campagnes promotionnelles et de qualités de vol reconnues, l'avion ne trouva preneur qu'auprès de deux compagnies aériennes. Le prototype SE-BCA connut par la suite une fin luxueuse, en devenant l'avion privé de l'industriel brésilien Olavo Fontoura.

## Service

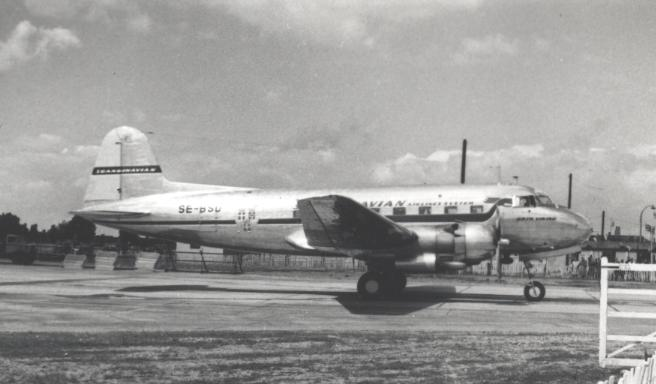
Scandia SAS à Heathrow (1953)

Commandé à l'origine par la compagnie suédoise ABA à onze exemplaires, il servit finalement au sein de la compagnie SAS ; cette dernière ayant absorbé la première. Huit exemplaires furent livrés entre octobre 1950 et octobre 1954, pour desservir essentiellement des lignes scandinaves et quelques lignes européennes.
Le Saab Scandia 90 servit également dans la compagnie aérienne brésilienne VASP, entre 1950 et 1966, pour les lignes intérieures. En plus de commandes spécifiques, VASP fit en 1957 l'acquisition de la flotte SAS en fin de service.
Le 22 juillet 1969 marqua le dernier vol du Saab Scandia 90.